# 이타바시역
이타바시역(일본어: 板橋駅, いたばしえき)은 일본 도쿄도 이타바시구에 있는 철도역으로, 동일본 여객철도 사이쿄 선이 정차한다.

## 타는 곳
| 1 | 사이쿄 선 | 아카바네·무사시우라와·오미야·가와고에 방면                          |
| 2 | 사이쿄 선 | 이케부쿠로·신주쿠·시부야·오사키·린카이 선으로 직결 운행 신키바 방면 |

## 역세권 정보
- 시모이타바시 역(도부 철도 도조 본선)
- 신이타바시 역(도쿄 도 교통국 지하철 미타 선)
- 옛 나카센도

## 인접역
| 동일본 여객철도 아카바네 선 | 동일본 여객철도 아카바네 선 | 동일본 여객철도 아카바네 선 |
| --------------------------- | --------------------------- | --------------------------- |
| 이케부쿠로 오사키 방면      | ■ 사이쿄 선                 | 주조 오미야 방면            |